# European Aviation Air Charter
European Aviation Air Charter é uma empresa de linha aérea com sede em Bournemouth, Reino Unido. Durante vários anos, a empresa patrocinou equipes de Fórmula 1. Em 2001, seu acionista majoritário, Paul Stoddart, se tornou proprietário da equipe Minardi, vendendo-a para a Red Bull no final de 2005.